# سن-اوژن-دو-لادرییر، کبک
سَن-اُژِن-دو-لادرییِر (به فرانسوی: Saint-Eugène-de-Ladrière) قصبه‌ای در منطقه شهری ریموسکی-نژت ناحیه با-سن-لوران در استان کبک کانادا است. در سرشماری سال ۲۰۱۱ این قصبه ۴۸۷ نفر جمعیت داشته‌است و مساحت آن ۳۵۵٫۰۹ کیلومتر مربع است.